# ایستگاه متروی وایت سیتی
ایستگاه متروی وایت سیتی (انگلیسی: White City tube station) یکی از ایستگاه‌های متروی لندن است.
این ایستگاه که در منطقه همرسمیت و فولام لندن قرار دارد در سال ۱۹۴۷ تأسیس شده و جزئی از خط مرکزی متروی لندن است.

## نگارخانه

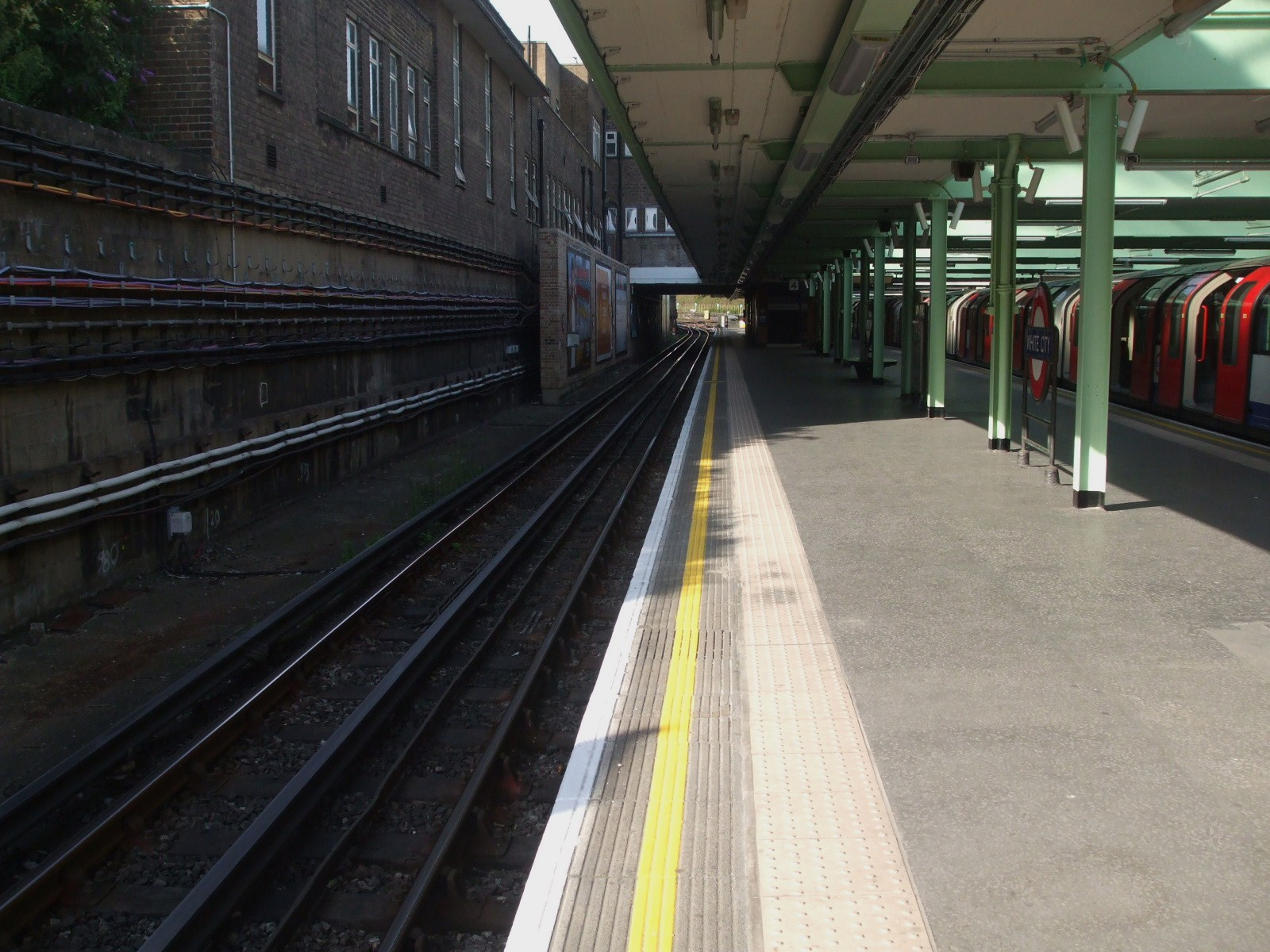
Eastbound through platform looking west
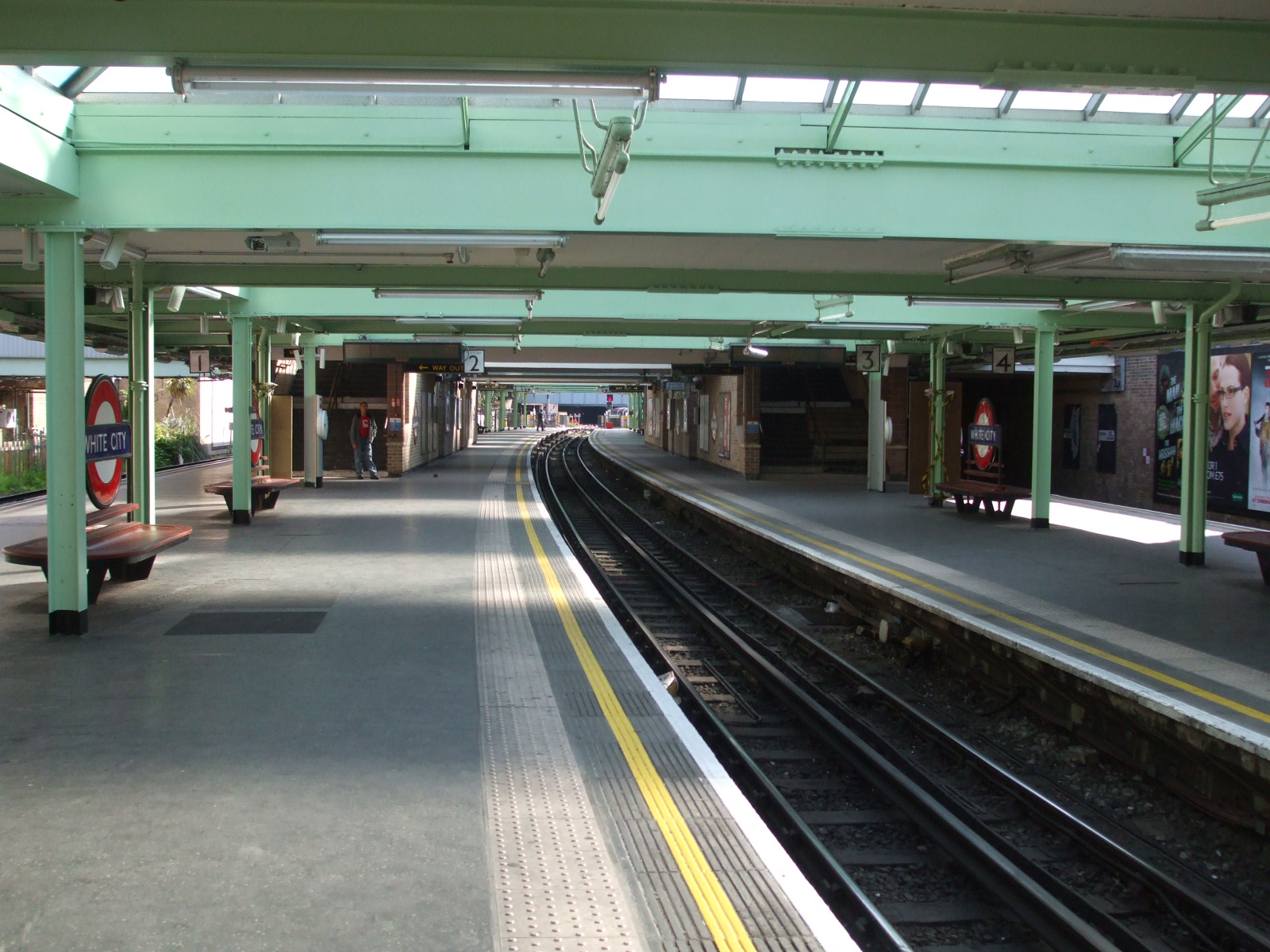
Centre terminating track looking east
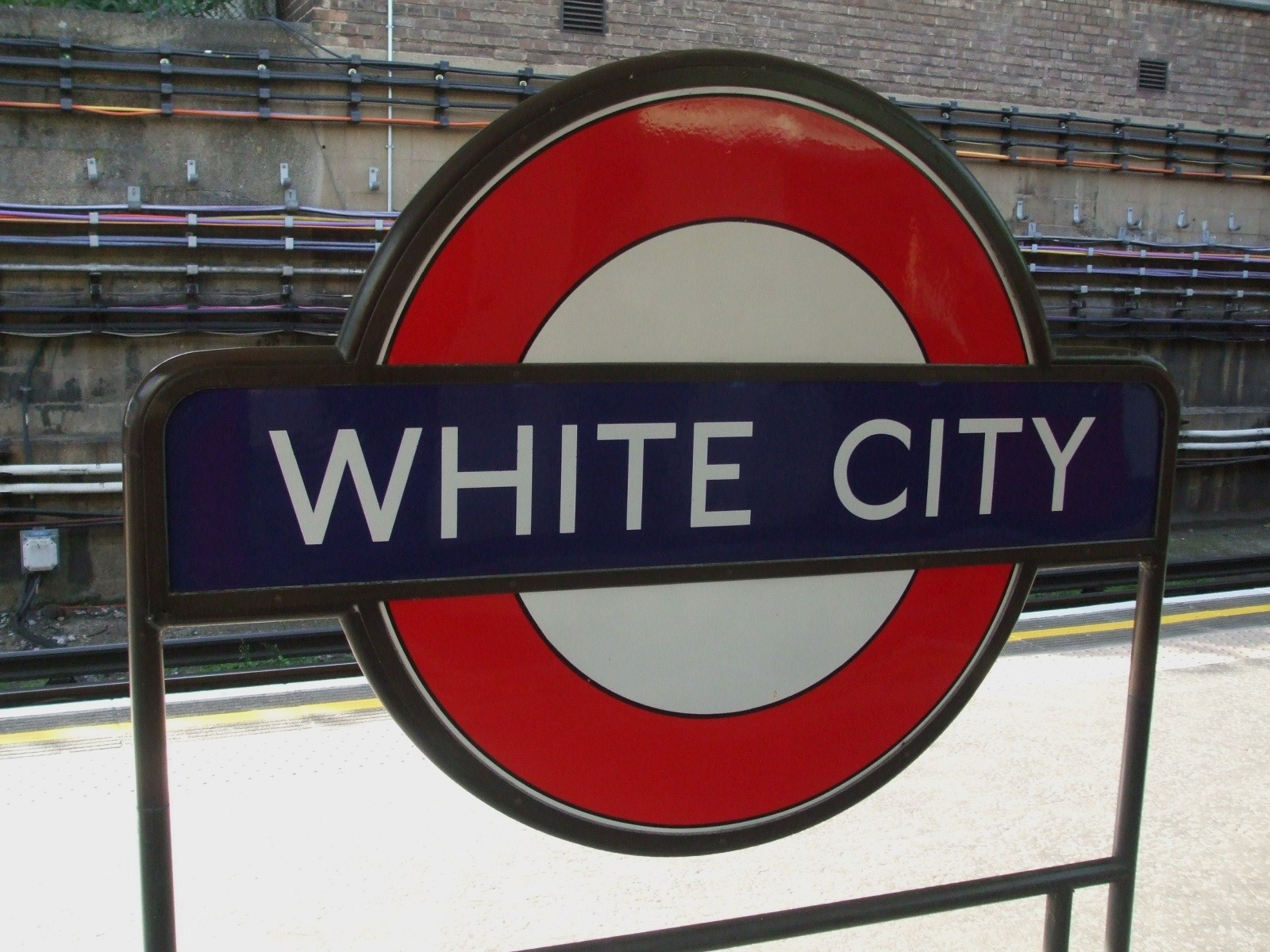
Platform roundel